# Pilea christii
Pilea christii es una especie de planta del género Pilea, perteneciente a la familia Urticaceae.

## Taxonomía
Pilea christii fue descrita por Ignatz Urban en 1908.

## Distribución
Se encuentra en el territorio de República Dominicana y Haití.